# Kalinganahalli, Nagamangala
Kalinganahalli là một làng thuộc tehsil Nagamangala, huyện Mandya, bang Karnataka, Ấn Độ.